# Hobol (Ungheria)
Hobol è un comune dell'Ungheria di 994 abitanti (dati 2008) situato nella contea di Baranya, nella regione Transdanubio Meridionale.